# Unified Threat Management
Unified Threat Management (UTM), que é na tradução literal para o português "Gerenciamento Unificado de Ameaças", é uma solução abrangente, criada para o setor de segurança de redes e vem ganhando notoriedade e se tornou a solução mais procurada na defesa das organizações. O UTM é teoricamente uma evolução do firewall tradicional, unindo a execução de várias funções de segurança em um único dispositivo: firewall, prevenção de intrusões de rede, antivírus, VPN, filtragem de conteúdo, balanceamento de carga e geração de relatórios informativos e gerenciais sobre a rede.
A sigla UTM  teve origem no IDC, instituto de pesquisa de mercado, e esta linha de produto tem a vantagem de fundir em um único appliance ( hardware + software) os serviços que antes eram feitos por vários softwares dentro do servidor ou então por alguns outros appliances. Esta unificação das funções permite o gerenciamento da segurança em um único painel, facilitando a prevenção, detecção e ação contra ameaças de variadas fontes. O UTM também garante que as soluções de segurança encontradas nele sejam compatíveis e complementares, diminuindo brechas ou falhas de segurança.

## Fabricantes
Os fabricantes de UTM firewall são empresas de TI, especializadas ou não em segurança, que comercializam este produto no formato appliance, ou seja, hardware + software.